# Григоріопольська АЕС
Григоріопольська атомна електростанція (рум. Centrala Nucleară Grigoriopol) — планована атомна електростанція в Молдові. Передбачалося, що вона буде розташована біля села Бутор на лівому березі Дністра в сучасному Придністров'ї. Електростанція мала стати однією з найбільших у Європі. До шести запланованих блоків електростанції мали виробляти загальну потужність 6000 МВт.

## Історія та технічна інформація

### Витоки
Перші плани будівництва атомної електростанції в Молдавській РСР у Придністров'ї з'явилися ще в 1970-х роках. Остаточне рішення про будівництво електростанції було прийнято в 1980 році. Наприкінці 1980 року Іван Бодюл, перший секретар ЦК Компартії Молдови, оголосив про необхідність будівництва атомної електростанції в Молдові на конференції керівництва республіки. Його заява була несподіваною, адже він нібито ще в 1972 році був проти атомної енергії. До 1984 року вдалося розробити та узгодити всю технічну документацію на майбутню атомну електростанцію, яка мала встановлену валову потужність 6000 МВт на шести реакторах ВВЕР-1000/320. Це мала бути найбільша електростанція в Молдові й одна з найбільших в Європі. За часом завершення, ймовірно, друга, одразу після Запоріжжя. Чиста потужність електростанції становила б приблизно 5700 МВт після вирахування власних потреб.

### Будівництво та введення в експлуатацію
Будівництво електростанції мало початися в 1986 році, а перший реактор мав бути введений в експлуатацію в 1991 році. Наступні блоки повинні були запускатися рік за роком до 1997 року. Закладення наріжного каменю (першого цементу) станції відбулася в 1984 році. Взяв участь союзний міністр енергетики та електрифікації СРСР, член-кореспондент АН УРСР Петро Непорожній. Вартість проєкту повинна була скласти 6 мільярдів рублів.
Плани будівництва станції вперше були припинені в 1986 році після аварії на Чорнобильській АЕС. Потім проєкт був остаточно скасований після землетрусу 1988 року у Вірменії, який вразив АЕС Мецамор.

## Інформація про реактори
| Реактор        | Тип реактора  | Продуктивність | Продуктивність | Початок будівництва | Підключення до мережі                   | Введення в експлуатацію                 | Закриття |
| Реактор        | Тип реактора  | Нетто          | Брутто         | Початок будівництва | Підключення до мережі                   | Введення в експлуатацію                 | Закриття |
| -------------- | ------------- | -------------- | -------------- | ------------------- | --------------------------------------- | --------------------------------------- | -------- |
| Григоріопіль-1 | ВВЕР-1000/320 | 950 МВт        | 1000 МВт       | 1986                | План будівництва скасований у 1986 році | План будівництва скасований у 1986 році |          |
| Григоріопіль-2 | ВВЕР-1000/320 | 950 МВт        | 1000 МВт       |                     | План будівництва скасований у 1986 році | План будівництва скасований у 1986 році |          |
| Григоріопіль-3 | ВВЕР-1000/320 | 950 МВт        | 1000 МВт       |                     | План будівництва скасований у 1986 році | План будівництва скасований у 1986 році |          |
| Григоріопіль-4 | ВВЕР-1000/320 | 950 МВт        | 1000 МВт       |                     | План будівництва скасований у 1986 році | План будівництва скасований у 1986 році |          |
| Григоріопіль-5 | ВВЕР-1000/320 | 950 МВт        | 1000 МВт       |                     | План будівництва скасований у 1986 році | План будівництва скасований у 1986 році |          |
| Григоріопіль-6 | ВВЕР-1000/320 | 950 МВт        | 1000 МВт       |                     | План будівництва скасований у 1986 році | План будівництва скасований у 1986 році |          |